# Минский церковный историко-археологический комитет
Минский церковный историко-археологический комитет ― общественная организация, созданная для изучения белорусской церковной старины.

## История создания
Создан при Минской епархии в 1908 году, действовал до Первой мировой войны.
Идею создания комитета подал Д. В. Скрынченко — преподаватель Минской духовной семинарии и редактор «Минских епархиальных ведомостей», автор книг «Ценность жизни по современно-философскому и христианскому учению» и «Слуцкий синодик 1648 года». Он умер в 1947 году в югославской эмиграции, оставив более 100 научно-исследовательских работ, до сих пор не изученных.
Его активно поддержали инспектор семинарии А. М. Панов, преподаватель минской мужской гимназии А. П. Смородский и директор народных училищ М. Н. Былов, который и стал председателем. После его смерти, в 1909 году комитет возглавил минский краевед А. К. Снитко.
Устав комитета утвержден Святейшим Синодом в октябре 1907 года. В нем говорилось: «Минский церковный историко-археологический комитет имеет целью для пользы Церкви и науки изучение церковно-религиозной и общественной жизни местного края в её прошлом и настоящем, обследование, охранение и собирание памятников древности и старины… В круг деятельности комитета входит: а) историческое обследование внешнего и внутреннего развития местной церковно-религиозной и общественной жизни; б) исследование и изучение вещественных памятников старины, а также памятников живой старины, в виде местных народных обычаев, преданий и песен; в) приведение в известность и описание всякого рода памятников древности и архивов церквей, монастырей, епархиальных и других учреждений; г) наблюдение за сохранностью старинных храмов и других церковных сооружений, кладбищ, надгробных и других памятников, старинных церковных принадлежностей, письменных документов и принятие мер против их порчи и истребления; д) собирание и хранение в своем музее памятников старины; е) распространение в обществе, и по преимуществу среди духовенства, церковно-исторических и археологических сведений, возбуждение внимания и интереса к древностям, устройство археологических выставок и публичных чтений».

## Работа комитета
Деятельность комитета в основном заключалась в обследовании, описании исторических памятников, церковных и монастырских архивов, собирании фольклора, поисках различных предметов старины. Члены комитета ездили в Слуцк, Бобруйск, Борисов, Пинск, Туров. В 1909 году ими были проведены раскопки в Турове, где обнаружен саркофаг с остатками скелета и парчи.
На заседаниях и вечерах комитета читались лекции по истории Минской губернии: «Минск в XVII столетии» (А. К. Снитко), «Памятники старины» (С. А. Масальская-Сурина), «Белорусы, их разговорный и книжный язык при свете истории» (Д. В. Скрынченко) и др.
В работе комитета принимали участие историк Д. И. Довгялло и языковед и фольклорист А. А. Шахматов.
Комитетом был организован в 1908 году церковно-археологический музей, имевший 1363 экспоната: предметы церковного характера, этнографические материалы, тексты народных песен и сказок, монеты, около 2 тысяч книг. Имелись и рукописные книги: Типикон XVI в., Апостол XVI в., Минея общая конца XVII в., Синопсис XVIII в., архив Слуцкого Троицкого монастыря.
Музей сначала помещался в двух комнатках, затем ― в специально построенном для него в 1913 году на епархиальном подворье большом доме (арх. В. И. Струев). Впоследствии, с 1963 года в нём был Дом работников искусств.
Владыка Митрофан в своей речи на освящение дома сказал: «Отныне православные русские люди не только города Минска, но и Минской епархии будут иметь свой собственный уголок, где найдет себе приют все, что проникнуто духом православной веры, что связано с историей многострадальной православной церкви в нашем крае… К сожалению, у нас, благодаря беспечности и нерадению, это доброе братское дело было забыто, и лишь ныне мы призваны к тому, чтобы восстановить единение русских людей».
В начале войны экспонаты эвакуировали в Рязань, в 1922 году их передали Белорусскому государственному музею.

## Издания комитета
На протяжении 1909—1913 гг. комитет издавал сборник «Минская старина», всего было выпущено 4 книги. Большинство материалов сборника посвящено истории православной церкви и духовенства. Имеются также документы о социально-экономическом развитии Минской губернии, описание 1-й книги документов (с 1517 до 1547) Слуцкого Троицкого монастыря, содержащее сведения о жизни Слутчины, слуцких православных братствах и государственном строе Речи Посполитой.
В 1909 году вышло «Описание рукописного отдела и старопечатных книг Минского церковного историко-археологического комитета».

## Содержание выпусков «Минской старины» (1909—1913)
Вып. 1. 1909:
Речи при открытии комитета. ― Панов А. М. О князе Константине Константиновиче Острожском. ― Снитко А. К. Минск XVII столетии. ― Масальская-Сурина Е. А. Памятники старины. ― Довгялло Д. И. Пинский Лещинский монастырь в 1588 г. ― Смородский А. П. Пребывание Петра Великого в Минске. ― Снитко А. К. Никольская церковь в селе Смолевичах Борисовского уезда. ― Скрынченко. Памяти первого председателя комитета М. Н. Былова. ― Отчет.
Вып. 2. 1911:
Скрынченко Д. Материалы для истории Северо-Западного края. ― А. С. Надгробие в Екатерининском соборе в Минске. ― Снитко А. К. Судовая грамота князя Федора Ивановича Ярославича. ― Грамота патриарха иерусалимского на умножение Минского Петропавловского братства. ― Снитко А. К. Из Слуцкой старины (Описание церквей). ― Снитко А. К. Описание рукописей старопечатных книг в Слуцком Тройчанском монастыре. ― Снитко А. К. Юрьевская, Рождественская, Воскресенская и Св. Михайловская церкви г. Слуцка. ― Снитко А. К. Описание рукописей и старопечатных книг Минского ЦИАМ. ― Роздяловская А. Костяные иглы. ― Из жизни и деятельности комитета. ― Описание поездки в Пинск и Туров членами комитета. ― Дневник раскопок в местечке Турове.
Вып. 3. Вильна, 1911:
Жиркевич А. В. Из-за русского языка. Биография каноника Сенчиковского в двух частях.
Вып. 4. 1913:
Снитко А. Описание документов, составляющих первый том Слуцкого Тройчанского архива (XVI—XVII вв.).